# Ouezzane
Ouezzane o Ouazzane (en àrab وزان, Wazzān; en amazic ⵡⴰⵣⴰⵏ) és un municipi de la província d'Ouezzane, a la regió de Tànger-Tetuan-Al Hoceima, al Marroc. Segons el cens de 2014 tenia una població total de 59.606 persones. Se situa al nord-oest del Marroc, en el pre-Rif, al sud de l'uadi Loukkous. És capital de la província d'Ouezzane (regió de Tànger-Tetuan) des que aquesta fou creada, el 2009, i formava abans part de la província de Sidi Kacem (regió de Gharb-Chrarda-Béni Hssen).

## Història
Els orígens de la ciutat d'Ouezzane continuen sent incerts i confusos. Alguns fan remuntar la seva existència a l'antiguitat romana, tanmateix res no està testimoniat.
Els rastres del pas de Mulay Abd Allah ibn Ibrahim al-Xerif, gran mestre del sufisme i descendent d'Idris II, i del rabí factor de miracles Rabbi Amram Ben Diwane, fan d'Ouazzane una ciutat doblement santa. El primer hi va crear el 1649 una zawiya, centre religiós i d'estudis. Bressol de la confraria religiosa dels Wazzaniyya o al-Taytibiyya, aquesta zawiya va esdevenir en el transcurs dels segles xviii i xix un centre polític i espiritual important. Nombrosos pelegrins venen a visitar la seva tomba cada any. El rabí té la seva tomba a Azjen, a alguns quilòmetres de la ciutat.
És una de les rares ciutats antigues a no ser no voltada de muralles; aquí, no hi ha murs ni portes fortificades monumentals com arreu als altres llocs al Marroc. Aquesta particularitat resideix de manera versemblant en la història de la ciutat. La potència de la confraria Wazzaniyya la posava probablement a l'abric de les amenaces; igualment el caràcter sagrat de la ciutat per als creients la feia inviolable als seus ulls.
Tanmateix, existeixen portes associades als murs exteriors de les cases antigues. Aquestes portes, que permetien cloure la Medina a la manera d'un recinte, no presentaven un sistema fortificat realment definitiu. La primera porta, coneguda sota el nom de Bab Fatha, és en arc simple de maons cuits i pedres seques. Dataria del segle xvii. La segona porta, Bab Jmouâa, està constituïda per un arc ultrapassat trencat doblat per un arc amb llambrequins, amb adorns de rics motius geomètrics esculpits i el tot està presidit per d'una consola pilastra suportant una barbacana de teules verdes vidriades.
Els passos coberts o 'sabats' són poc nombrosos i constitueixen una especificitat de la ciutat. Alguns d'aquests passos són completats per una successió d'arcades que formen de vegades carrers estrets i baixos, encorbats i colzats.
Dar-Sqaf és el barri més antic de la medina. És el lloc original del poble en el qual s'hauria instal·lat el fundador de la confraria wazzaniyya Mulay Abd Allah de la qual la seva casa subsisteix a aquest indret.
Aquest barri està associat al de la zawiya, ja que inclou la cèlebre mesquita que porta el nom del barri i és reputada pel seu minaret octogonal. Aquest barri era la seu de la confraria wazzaniyya. El xeic actual, és a dir el cap de la dita confraria, hi resideix. L'edifici principal consisteix en un vast celobert al voltant del qual una galeria a arcs trencats distribueix quatre sales de les mateixes dimensions adornades de portes, de finestres i de sumptuosos sostres de fusta pintada. La sobrietat de la decoració i la majestat de les proporcions en fan un dels més purs productes de l'arquitectura local. Aquest edifici no havia de servir més que residència i seu administrativa. Incloïa igualment un palau reservat a l'acollida dels afiliats i dels pelegrins.
A més a més d'aquests dos barris, el barri Mellah allotjava a la comunitat jueva.
El conjunt d'aquests barris representa el cor de la medina. Estan connectats tots a un centre comercial on són reagrupades les principals activitats comercials de les quals la més especial és el comerç de la Jellaba Ouazzania. Els carrers d'aquest centre, exclusivament reservats al negoci, són vorejats de botigues juxtaposades sense discontinuïtat i presentant un conjunt de construccions d'arquitectura homogènia.
Ouezzane no va passar de petit poble fins al quart xeic de la wazzaniyya, Mulay al-Tayyib (+1767), després del final d'una guerra civil (anys 1720) i la fam (anys 1730); els rics propietaris del camp, zona insegura, s'hi van instal·lar atrets per la protecció que donava la consideració de ciutat sagrada; al-Tayyib va construir llavos la gran mesquita i la madrasa. Sota Sidi Ali ibn Ahmad (+ 1811) la vila es va desenvolupar encara més. Quan el 1883 la zawiya va passar a estar protegida per Franca les relacions amb els Makhzan (el govern alaouita) fin llavors molt bones, es van deteriorar. Als primers anys del segle xx la població s'estimava en uns 11.000 habitants i s'estava desenvolupant cap a l'oest; els xerifs wazzanis van participar en l'administració local fin el 1937 quan fou nomenat governador un caid rural sorgit dels Banu Massara, una tribu de la rodalia, marginant a les elits locals; sota els francesos no es va produir cap desenvolupament industrial i, per tant, no hi va haver emigració rural cap a Ouezzane.
Vers 1940 la població era de 16.440 habitants (dels quals 14.300 musulmans, 1.670 jueus i 475 europeus). La situació va variar lleugerament després de la independència el 1956 quan es van començar a fer algunes inversions. La ciutat va dependre inicialment del govern de la província de Rabat que va esdevenir la província de Kenitra el 1965 (Rabat en va quedar separada com a prefectura); el 1986 la província de Kenitra es va dividir en Kenitra i Sidi Kacem i va quedar dins aquesta. El 1994 la població era de 52.000. El 1997 la província de Sidi Kacen fou integrada en una regió (Gharb-Chrarda-Béni Hssen); el 2009 Ouezzane va ser convertida en província.

## Etimologia
El nom Ouazzane que la ciutat porta actualment, és d'origen obscur. Els estudis consagrats a la història de la ciutat en donen tres versions diferents difícils de considerar alguna millor que les altres:
- La paraula seria d'origen llatí i hauria estat donat a la ciutat per un emperador romà del qual el príncep hereu (Ozinos) hauria portat aquest nom.
- La paraula d'Ouazzane s'hauria pres en el seu origen de la paraula àrab al-Ouazzane en transcripció francesa o al-Wazzan (el pesador) que hauria estat atribuïda a un anomenat Abdeslam propietari d'una balança que situava a l'entrada de la ciutat al lloc dit avui R'mel; els comerciants estaven obligats a recórrer a la seva balança per pesar els seus productes, el lloc es va dir al-Ouazzane.
- La paraula seria deguda a la contracció de l'expressió Oued Ezzine a conseqüència de la bellesa colpidora dels indrets panoràmics de la ciutat.

## Geografia
La ciutat d'Ouezzane se situa als marges meridionals del país de la Jebala. Està construïda en amfiteatre sobre el flanc nord del Jbel Bouhlal i el flanc sud-est del Jbel Bouakika. És travessada per un sol eix de carretera d'est a oest que es divideix en dues branques en cada extrem.
La ciutat d'Ouezzane és situada a una altitud de 614 metres i està protegida de les influències atlàntiques per les muntanyes properes d'altitud mitjana. Es beneficia d'un clima mediterrani subhumit caracteritzat per un estiu sec amb temperatures variant entre 19 °C i 32 °C i un hivern fred a dolç amb temperatures variant entre 6 °C i 14 °C. La mitjana anual de les precipitacions és de 800 mm irregularment repartida.

## Economia
La ciutat d'Ouazzane és coneguda per als seus oliverars i la producció d'olis d'oliva de qualitat. Es troben dos tipus d'estructures de producció: amb equips moderns per als productes destinats a l'exportació, i tradicionals per als productes de consum local.
Ciutat d'artesanat des de fa prop de quatre segles, Ouazzane protegeix diverses corporacions d'oficis animats per més de 5000 artesans i tres cooperatives artesanals.
Entre les activitats que han pogut subsistir, es troba:
- La filera llanera. El teixit de la llana és l'activitat la més antiga i la principal. La Jellaba Ouazzania (vestit portat tant a l'hivern com a l'estiu) assegura el renom de la ciutat.
- Els oficis de la fusta: La ciutat d'Ouazzane es distingeix per l'exercici de l'ofici de torner de fusta que s'ha desenvolupat gràcies a l'abundància de la matèria primera oferta per l'arboricultura. Els torners de fusta produeixen elements i articles en benefici d'altres oficis artesanals és a dir: torns per a les filadores i els teixidors (Naoura), de les taules a rentar (Ferraka), de les piques a pinxo... La reputació dels torners de fusta ouazzanis és deguda a tres tipus de productes molt particulars: el Sebsi, una pipa especial per fumar el cànem indi; el Tsabih, rosari vinculat a la funció religiosa; i la Ghayta un instrument de música en llengüeta de la família dels oboès, al segell agut (té un paper d'arbitratge dels conflictes entre les tribus).
- Les adoberies que daten del segle xiv.